# José Dias de Siqueira
José Dias de Siqueira (São Francisco do Sul, ca. 1767 — São Miguel da Terra Firme, 29 de maio de 1831) foi um padre católico e político brasileiro.

## Vida
Filho de Salvador Dias de Siqueira e de Maria Francisca da Silva.

## Carreira
Foi ordenado padre em 1788.
Nas eleições de 1 de agosto de 1824 recebeu três votos para senador pela província de Santa Catarina, sendo o décimo-quarto em ordem de votação. Na eleição do dia seguinte, para deputado geral, obteve um voto, sendo o décimo-segundo na ordem de votação. Na eleição do dia subsequente (3 de agosto), para a 1ª legislatura do Conselho Geral da Província de Santa Catarina, obteve 36 votos, sendo eleito em terceira colocação. Na eleição para a 2ª legislatura do mesmo Conselho, obteve sete votos, ficando como suplente.
Faleceu em São Miguel da Terra Firme, e foi sepultado em Desterro.